# Pignia
Pignia é uma comuna da Suíça, no Cantão Grisões, com cerca de 114 habitantes. Estende-se por uma área de 13,43 km², de densidade populacional de 8 hab/km². Confina com as seguintes comunas: Andeer, Ausserferrera, Clugin, Donat, Salouf, Zillis-Reischen.
A língua oficial nesta comuna é o Alemão.